# São Luiz
São Luiz là một đô thị thuộc bang Roraima, Brasil. Đô thị này có diện tích 1527 km², dân số năm 2007 là 5720 người, mật độ 4,3 người/km².